# Didemnum lambitum
Didemnum lambitum är en sjöpungsart som beskrevs av Wilhelm Michaelsen 1924. Didemnum lambitum ingår i släktet Didemnum och familjen Didemnidae. Inga underarter finns listade i Catalogue of Life.